# Mise en place
Mise en place är ett franskt uttryck som betyder "allt i ordning" (bokstavligen "sätta/ställa/lägga på plats") och är ett sätt att förbereda för matlagning som innebär att man ser till att samtliga ingredienser och redskap som behövs finns tillgängliga och är i ordning. Mise en place är en del av professionella kockars förberedelse. 
Detta är framförallt:
- Ta fram samtliga ingredienser och mät upp, skala, hacka, skär och placera alla ingredienser i små skålar för att hälla direkt i vid tillagning.

- Ta fram alla redskap i form av kastruller, pannor, bunkar, knivar, vispar, lock, mixer, med mera som kommer att behövas senare under matlagningen.